# Lal Bokhari
S. Lal Shah Bokhari (Lyallpur, Britanska Indija, 22. srpnja 1909. — 22. srpnja 1959.) je bivši indijski hokejaš na travi. 
Osvojio je zlatno odličje na hokejaškom turniru na Olimpijskim igrama 1932. u Los Angelesu igrajući za Britansku Indiju. Odigrao je dva susreta i to na mjestu veznog igrača.

## Vanjske poveznice
- Profil na Database Olympics
- Profil na Sports-Reference.com  Arhivirana inačica izvorne stranice od 6. siječnja 2009. (Wayback Machine)